# Светско првенство у атлетици на отвореном 2013 — штафета 4 × 400 метара за жене
Трка штафета 4 х 400 м у женској конкуренцији на Светском првенству у атлетици 2013. у Москви одржана је 16. и 17. августа на стадиону Лужники.

## Освајачи медаља
| |                                                                                         |                                                                                   |
| Русија · Јулија Гушчина · Татјана Фирова · Ксенија Рижова · Антоњина Кривошапка · Наталија Антјух* | САД · Џесика Бирд · Наташа Хејстингс · Ешли Спенсер · Франсина Макорори · Џоана Аткинс* | Уједињено Краљевство · Елид Чајлд · Шана Кокс · Маргарет Адеој · Кристин Охуруогу |

- Атлетичарке које су у штафетама означене звездицом су учествовале у штафети у предтакмичењу, али не у финалу, а све су добиле одговарајуће медаље.

## Рекорди пре почетка Светског првенства 2013.
10. август 2013
| Светски рекорд             | Совјетски Савез · Татјана Ледовскаја, Олга Назарова, · Марија Кулчунова, Олга Бризгина            | 3:15,17 | Сеул, Јужна Кореја | 1. октобар 1988.    |
| Рекорд светских првенстава | САД · Гвен Торенс, Мејсел Малон-Волас, · Наташа Кајзер, Џерл Мајлс-Кларк                          | 3:16,71 | Штутгарт, Немачка  | 22. август 1993.    |
| Најбољи резултат сезоне    | САД · Џесика Бирд, Наташа Хејстингс, · Ди Ди Тротер, Франсина Макорори                            | 3:22,66 | Филаделфија, САД   | 27. април 2013.     |
| Афрички рекорд             | Нигерија · Олабиси Афолаби, Фатима Јусуф, · Черити Опара, Falilat Ogunkoya                        | 3:21,04 | Атланта, САД       | 3. август 1996.     |
| Азијски рекорд             | Кина Hebei Province · Xiaohong An, Xiaoyun Bai, · Chunying Cao, Yuqin Ma                          | 3:24,28 | Пекинг, Кина       | 13. септембар 1993. |
| Северноамерички рекорд     | САД · Денин Хауард-Хил, Дајана Диксон, · Валери Бриско-Хукс, Флоренс Грифит Џојнер                | 3:15,51 | Сеул, Јужна Кореја | 1. октобар 1988.    |
| Јужноамерички рекорд       | Бразил BM&F Bovespa · Жеиса Апаресида Котињо, Bárbara de Oliveira, · Joelma Sousa, Jailma de Lima | 3:26,68 | Сао Пауло, Бразил  | 7. август 2011.     |
| Европски рекорд            | Совјетски Савез · Татјана Ледовска, Олга Назарова, · Марија Кулчунова, Олга Бризгина              | 3:15,17 | Сеул, Јужна Кореја | 1. октобар 1988.    |
| Океанијски рекорд          | Аустралија · Нова Перис, Тамсин Ману, · Мелинда Гејнсфорд-Тејлор, Кети Фриман                     | 3:23,81 | Сиднеј, Аустралија | 30. септембар 2000. |

## Нови рекорди после завршетка Светског првенства 2013.
| Најбољи резултат сезоне | Русија · Јулија Гушчина, Татјана Фирова · Ксенија Рижова, Антоњина Кривошапка | 3:20,19 | Москва, Русија | 17. август 2013. |

## Критеријум квалификација
Квалификациона норма за учешће на првенству је резултасти испод 3:33,00 у периоду 1. јануара 2012, до 29. јула 2013.
Ово је ранг листа репрезентације које су испуниле норму у 2013
- 3:22,66 —  САД, Филаделфија 27. април
- 3:22,68 —  Уједињено Краљевство, Филаделфија 27. април
- 3:24,11 —  Јамајка, Филаделфија 27. април
- 3:26,61 —  Русија, Казањ 12. јул
- 3:28,43 —  Нигерија, Warri 14. јун
- 3:29,55 —  Француска, Гејтсхед 23. јун
- 3:29,74 —  Пољска (мл.), Тампере 14. јул
- 3:30,28 —  Румунија (мл.), Тампере 14. јул
- 3:30,36 —  Украјина, Гејтсхед 23. јун
- 3:30,64 —  Тринидад и Тобаго, Морелија 7. јул
- 3:30,82 —  Бразил, Сао Пауло 18. мај
- 3:31,83 —  Немачка, Гејтсхед 23. јун
- 3:32,26 —  Индија, Пуна 7. јул
- 3:32,44 —  Италија, Мерсин 29. јун
- 3:32,90 —  Бахаме,  Филаделфија 27. април
- 3:32.93 —  Канада,	Казањ 12. јул

Репрезентације које су испуниле норму у 2012.
1. 3:26,02 —  Чешка Република, Хелсинки 1. јул
2. 3:26,52 —  Белорусија, Лондон (ЛОИ) 10. август
3. 3:27,41 —  Куба, Лондон (ЛОИ) 10. август
4. 3:30,55 —  Ирска, Лондон (ЛОИ) 10. август
5. 3:31,27 —  Боцвана, Порто Ново 1. јул

Репрезентације чији су резуллтати подебљани учествују на СП.

## Квалификационе норме
| А норма | Б норма |
| ------- | ------- |
| 3:33,00 |         |

## Сатница
| Датум           | Време | Коло          |
| --------------- | ----- | ------------- |
| 16. август 2013 | 11:30 | Квалификације |
| 17. август 2013 | 19:30 | Финале        |

Сва времена су по локалном времену (UTC+4)

## Резултати

### Квалификације
За 8 места у финалу кавалификовале су се по две првопласиране штафете из све три полуфуналне групе (КВ) и две штафете по постигнутом резултату (кв).,
| Поз. | Група | Стаза | Штафета              | Атлетичари                                                            | Време   | Белешка      |
| ---- | ----- | ----- | -------------------- | --------------------------------------------------------------------- | ------- | ------------ |
| 1    | 3     | 2     | Русија               | Јулија Гушчина, Татјана Фирова, Наталија Антјух, Ксенија Рижова       | 3:23,51 | КВ, НРС      |
| 2    | 1     | 4     | САД                  | Ешли Спенсер, Џесика Бирд, Џоана Аткинс, Франсина Макорори            | 3:25,18 | КВ           |
| 3    | 2     | 5     | Уједињено Краљевство | Елид Чајлд, Шана Кокс, Маргарет Адеој, Кристина Охуруогу              | 3:25,29 | КВ           |
| 4    | 2     | 2     | Нигерија             | Patience Okon George, Bukola Abogunloko, Омолара Омотосо, Реџина Џорџ | 3:27,29 | КВ, НРС      |
| 5    | 2     | 3     | Француска            | Мари Гајо, Мирјел Иртис-Уери, Фара Анаршарси, Флорија Геј             | 3:27,75 | кв, НРС      |
| 6    | 1     | 5     | Италија              | Кјара Бацони, Марта Милани, Maria Benedicta Chigbolu, Либанија Гренот | 3:29,62 | КВ, НРС      |
| 6    | 3     | 3     | Румунија             | Alina Andreea Panainte, Аделина Пастор, Sanda Belgyan, Бјанка Разор   | 3:29,62 | КВ           |
| 8    | 1     | 3     | Украјина             | Дарина Приступа, Олга Земљак, Алина Логвиненко, Наталија Пигида       | 3:29,63 | кв           |
| 9    | 3     | 7     | Пољска               | Малгожата Холуб, Патрицја Вићшкјевич, Iga Baumgart, Јустина Свјенти   | 3:29,75 |              |
| 10   | 3     | 6     | Белорусија           | Hanna Reishal, Iryna Khliustava, Yuliya Yurenia, Илона Усович         | 3:30,28 | НРС          |
| 11   | 1     | 2     | Чешка Република      | Дениса Росолова, Јитка Бартоничкова, Jana Slaninová, Зузана Хејнова   | 3:30,48 |              |
| 12   | 3     | 5     | Канада               | Алиша Браун, Sarah Wells, Noelle Montcalm, Џена Мартин                | 3:31,09 | НРС          |
| 13   | 2     | 7     | Бахаме               | Amara Jones, Lanece Clarke, Shakeitha Henfield, Cotrell Martin        | 3:32,91 |              |
| 14   | 2     | 4     | Тринидад и Тобаго    | Shawna Fermin, Sparkle McKnight, Доминик Вилијамс, Romona Modeste     | 3:33,50 |              |
| 15   | 1     | 6     | Индија               | Нирмала, Тинту Лука, Ану Марјам Џозе, Мачетира Раџу Поовама           | 3:38,81 |              |
| 16   | 2     | 6     | Боцвана              | Goitseone Seleka, Lydia Mashila, Oarabile Babolayi, Amantle Montsho   | 3:38,96 | НРС          |
|      | 3     | 4     | Јамајка              | Роузмари Вајт, Калис Спенсер, Anastasia Le-Roy, Кристин Деј           | ДИСК.   | чл. 163,3(a) |

### Финале
,
| Пласман | Стаза | Штафета              | Атлетичарке                                                           | Време   | Белешке   |
| ------- | ----- | -------------------- | --------------------------------------------------------------------- | ------- | --------- |
|         | 4     | Русија               | Јулија Гушчина, Татјана Фирова, Ксенија Рижова, Антоњина Кривошапка   | 3:20,19 | СРС       |
|         | 5     | САД                  | Џесика Бирд, Наташа Хејстингс, Ешли Спенсер, Франсина Макорори        | 3:20,41 | НРС       |
|         | 6     | Уједињено Краљевство | Елид Чајлд, Шана Кокс, Маргарет Адеој, Кристина Охуруогу              | 3:22,61 | НРС       |
| 4       | 1     | Француска            | Мари Гајо, Lénora Guion-Firmin, Мирјел Иртис-Уери, Флорија Геј        | 3:24,21 | НРС       |
| 5       | 2     | Украјина             | Дарина Приступа, Олга Земљак, Алина Логвиненко, Наталија Пигида       | 3:27,38 | НРС       |
| 6       | 3     | Нигерија             | Омолара Омотосо, Patience Okon George, Bukola Abogunloko, Реџина Џорџ | 3:27,57 |           |
| 7       | 8     | Румунија             | Аделина Пастор, Elena Mirela Lavric, Sanda Belgyan, Бјанка Разор      | 3:28,40 | НРС       |
|         | 7     | Италија              | Кјара Бацони, Марта Милани, Maria Enrica Spacca, Либанија Гренот      | ДИСК.   | чл. 170.6 |